# You (album Gong)
You – album studyjny rockowej grupy Gong, nagrany i wydany w 1974 roku. Płyta została nagrana w The Manor Studio w Anglii.
You jest ostatnim albumem trylogii Radio Gnome Invisible. Płyta została wydana po Flying Teapot (1973) i Angel’s Egg (1973). Struktura albumu bazuje na długich instrumentalnych suitach (Master Builder, A Sprinkling of Clouds, Isle of Everywhere), przeplatanych krótkimi narracjami i piosenkami. Album został najniżej oceniony spośród całej trylogii i jest krytykowany za niespójność i wokalne eksperymenty Daevida Allena.

## Lista utworów
Wszystkie utwory skomponowane przez grupę Gong.
1. Thoughts for Naught – 1:32 (w oryginalnym wydaniu – Thought for Naught)
2. A P.H.P.'s Advice – 1:47
3. Magick Mother Invocation – 2:06
4. Master Builder – 6:07
5. A Sprinkling of Clouds – 8:55
6. Perfect Mystery – 2:29 (w oryginalnym wydaniu – Perfect Mistery)
7. The Isle of Everywhere – 10:20
8. You Never Blow Yr Trip Forever – 11:22

## Twórcy
- Mike Howlett – gitara basowa
- Pierre Moerlen – perkusja i bębny
- Mireille Bauer – perkusja
- Benoit Moerlen – perkusja
- Steve Hillage – gitara
- Didier Malherbe („Bloomdido Glad de Brasse”) – instrumenty dęte, śpiew
- Tim Blake („Hi T Moonweed”) – syntezatory i melotron
- Daevid Allen („Dingo Virgin”) – gitara, śpiew
- Gilli Smyth („Shakti Yoni”) – recytacje i szepty
- Miquette Giraudy („Bambaloni Yoni”) – wokalizy